# Murat Didin
Murat Didin (* 19. März 1955 in Istanbul) ist ein türkischer Basketballtrainer, der die Deutsche Bank Skyliners in der Saison 2004/2005 zur deutschen Vizemeisterschaft führte.

## Karriere
Didin, der in jungen Jahren Profi-Basketballer war, begann 1982/83 seine Trainerkarriere bei Ankara Spor. Der Gewinn der türkischen Meisterschaft im Jahr 2001 mit Ülker Istanbul war neben dem deutschen Vizemeistertitel der größte sportliche Erfolg des gelernten Bauingenieurs. Nach einem kurzen Intermezzo als Trainer bei Beşiktaş Istanbul, mit denen er in der Saison 2006/2007 im Halbfinale der Play-offs um die türkische Meisterschaft scheiterte, war Didin wieder in Frankfurt am Main. Dort arbeitete er erneut bis April 2010. Nach dem verpassten Sieg im Pokalfinale gegen die Brose Baskets Bamberg wurde Didin von den Skyliners freigestellt. Zuvor hatte es bereits Spannungen zwischen ihm und dem Management des Clubs gegeben.
Zur Saison 2010/2011 unterschrieb Didin einen Vertrag bei den Giants Düsseldorf. Dort sollte er dem Klub helfen sich in der Basketball-Bundesliga endgültig zu etablieren. Düsseldorf stieg jedoch als Tabellenletzter ab. Daraufhin war er zwei weitere Jahre bis 2013 für den Verein in der zweiten Bundesliga ProA tätig, bis dem Verein nach dem Ende der Saison 2012/2013 die Lizenz für die ProA entzogen wurde. Didin war außerdem seit 2011 als Geschäftsführer der Giants Düsseldorf tätig.
Murat Didin ist verheiratet und Vater von drei Kindern.

## Erfolge

### Als Trainer
Mit Fenerbahçe Istanbul
- Präsidenten-Pokalsieger: 1993/94

Mit Ülkerspor
- Türkischen Basketballmeister: 2000/01
- Präsidenten-Pokalsieger: 2000/01, 2001/02